# کاشفان فروتن شوکران ۲
کاشفان فروتن شوکران ۲ نام آلبومی است با دکلمه‌ی احمد شاملو و موسیقی فریدون شهبازیان که در سال ۱۳۸۹ توسط کانون فرهنگی‌هنری نی‌داوود منتشر شد. این آلبوم دنباله‌ای است بر مجموعه‌ی اول کاشفان فروتن شوکران که در آن شاملو اشعار سیاسی و اجتماعی خود را اجرا می‌کند. 

## فهرست آهنگ‌ها
| ردیف | آهنگ                              | زمان  |
| ۱    | ترانه‌ی بزرگترین آرزو              | ۰۴:۰۵ |
| ۲    | سرود برای مرد روشن که به سایه رفت | ۰۲:۴۸ |
| ۳    | تو را دوست می‌دارم                 | ۰۱:۳۷ |
| ۴    | تعویذ                             | ۰۱:۳۲ |
| ۵    | گفتی که باد مرده‌است               | ۰۳:۴۹ |
| ۶    | محاق                              | ۰۱:۵۰ |
| ۷    | از این‌گونه مردن                   | ۰۱:۳۶ |
| ۸    | باران                             | ۰۱:۳۳ |
| ۹    | شبانه                             | ۰۲:۲۴ |
| ۱۰   | واپسین تیر ترکش                   | ۰۱:۵۳ |
| ۱۱   | در این بن‌بست                      | ۰۲:۲۹ |
| ۱۲   | پرتوئی که می‌تابد کجاست            | ۰۴:۴۸ |
| ۱۳   | خاطره                             | ۰۱:۵۰ |
| ۱۴   | شب‌بیداران                         | ۰۲:۱۱ |
| ۱۵   | جخ امروز از مادر نزاده‌ام          | ۰۳:۰۶ |
| ۱۶   | ای کاش آب بودم                    | ۰۲:۳۶ |
| ۱۷   | سرود ششم                          | ۰۲:۳۴ |
| ۱۸   | آخر بازی                          | ۰۲:۱۱ |
| ۱۹   | در آستانه                         | ۰۷:۴۳ |